# بيت رئيس جامعة كولومبيا
يقع منزل رئيس جامعة كولومبيا عند تقاطع شارع 116 وشارع مورنينج سايد درايف، في حرم مورنينج سايد هايتس التابع للجامعة في مانهاتن، مدينة نيويورك.تم بناؤه في عام 1912 من قبل شركة McKim, Mead &amp; White، وهو المقر الرسمي لرئيس جامعة كولومبيا. سُكن لأول مرة من قبل نيكولاس موراي بتلر، وقد كان مقر إقامة كل رئيس جامعة منذ إنشائه، باستثناء القائم بأعمال الرئيس فرانك د.فاكينثال والرئيس مايكل سوفيرن.

## تاريخه
في الحرم الجامعي لجامعة كولومبيا في وسط المدينة، حيث كانت تقع من عام 1857 - 1897، تم بناء منزل للرئيس في عام 1862 بالقرب من زاوية شارع 49 والشارع الرابع (سمي لاحقا بارك أفينيو). كان بمثابة منزل لكل من تشارلز كينج وفريدريك أغسطس بورتر بارنارد. وكان هذا المقر هو المقر الرسمي للرئيس حتى هدم الحرم الجامعي.
في الأصل تم التخطيط لبناء مقر إقامة رسمي جديد لرئيس الجامعة عند انتقال الجامعة من الحرم الجامعي السابق في ماديسون أفينيو إلى موقعها الحالي في مورنينج سايد هايتس عام 1897. وقد تضمنت التصميمات الأصلية لتخطيط الحرم الجامعي التي أعدتها شركة McKim, Mead & White مثل هذا السكن، إما كمبنى مستقل أو كجزء من مبنى الإدارة.ومع ذلك، لم يتم اعتبار المبنى أولوية بالنسبة لجامعة كولومبيا حتى عام 1909، عندما استحوذت الجامعة على الأرض للحرم الشرقي، الذي يقع عليه المنزل.تم تصور قطعة الأرض في الأصل كحرم جامعي جديد لكلية الأطباء والجراحين، على الرغم من أنه تقرر في النهاية بناء مقر إقامة الرئيس هناك من خلال جهود نيكولاس موراي بتلر، من رغبة إما في عدم العيش مباشرة في الحرم الجامعي أو الاستفادة من منظر هارلم من الموقع. احتل بتلر المنزل لمدة 33 عامًا، ثم تنازل عنه للرئيس القادم دوايت د.أيزنهاور، بعد عامين من استقالته.
في عهد أيزنهاور، كان المنزل يُدار من قبل زوجته مامي أيزنهاور، والتي أطلق عليها مارتن تيسلي لقب "السيدة الأولى" لجامعة كولومبيا. تم تحويل شقة البنتهاوس في الطابق الخامس، والتي كانت تستخدم سابقًا كمساحة للتخزين، إلى استوديو لرسمه للهواة. كان المنزل بمثابة المقر الرئيسي لحملة أيزنهاور الانتخابية خلال حملته الرئاسية عام 1952. أثار هذا القرار انتقادات من البعض، بما في ذلك عميد كلية الصحافة كارل دبليو أكرمان، الذي ادعى أن القرار جعل الأمر يبدو وكأن جامعة كولومبيا أيدت أيزنهاور كمؤسسة، وأن الجامعة كانت تمول حملته عن غير قصد من خلال دفع تكاليف صيانة المنزل.
خلال فترة ولاية فرانك د.فاكينثال ومايكل آي.سوفيرن، كان منزل الرئيس غير مستخدم، واختار الأخير بدلاً من ذلك العيش في شقته في الجانب الشرقي العلوي.ومع ذلك، ظل المنزل يستخدم لاستقبال ضيوف الجامعة، وأصبح مقر إقامة الرئيس الحالي مرة أخرى مع تولي الرئيس جورج إريك روب منصبه عام 1993. بدءًا من عهد روب، وانتهاءً أثناء ولاية لي بولينجر، خضع المنزل لتجديد بقيمة 23 مليون دولار.